# Козаряд Ірина Василівна
Ірина Василівна Козаряд (нар. 25 вересня 1961, тепер Російська Федерація) — українська радянська діячка, старша емалювальниця Керченського металургійного заводу імені Войкова Кримської області. Депутат Верховної Ради УРСР 11-го скликання.

## Життєпис
Освіта середня.
З 1977 року — емалювальниця, з 1979 року — старша емалювальниця Керченського металургійного заводу імені Войкова Кримської області.
Потім — на пенсії в місті Керчі Автономної Республіки Крим.

## Нагороди
- ордени
- медалі